# Honkens trofé
Honkens trofé, även kallad Honken Trophy, är ett pris som Sweden Hockey Pool och Ishockeyjournalisternas Kamratförening årligen delar ut till årets målvakt i svensk ishockey. Priset instiftades 2002 och kan liknas med NHL:s Vezina Trophy.
Trofén är uppkallad efter målvakten Leif Holmqvist, som bär smeknamnet "Honken". Han är dubbel vinnare av Guldpucken, vann sju VM-medaljer mellan 1965 och 1975 samt utnämnd till Stor Grabb i ishockey med nummer 66.

## Vinnare
- 2001/2002 - Stefan Liv, HV71
- 2002/2003 - Henrik Lundqvist, Frölunda HC
- 2003/2004 - Henrik Lundqvist, Frölunda HC
- 2004/2005 - Henrik Lundqvist, Frölunda HC
- 2005/2006 - Johan Holmqvist, Brynäs IF
- 2006/2007 - Erik Ersberg, HV71
- 2007/2008 - Daniel Larsson, Djurgårdens IF
- 2008/2009 - Johan Holmqvist, Frölunda HC
- 2009/2010 - Jacob Markström, Brynäs IF
- 2010/2011 - Viktor Fasth, AIK[1]
- 2011/2012 - Viktor Fasth, AIK
- 2012/2013 - Gustaf Wesslau, HV71[2][3]
- 2013/2014 - Linus Ullmark, Modo Hockey[4]
- 2014/2015 - Joel Lassinantti, Luleå HF
- 2015/2016 - Markus Svensson, Skellefteå AIK
- 2016/2017 - Oscar Alsenfelt, Malmö Redhawks
- 2017/2018 - Viktor Fasth, Växjö Lakers
- 2018/2019 - Adam Reideborn, Djurgårdens IF
- 2020/2021 - Viktor Fasth, Växjö Lakers
- 2021/2022 - Jhonas Enroth, Örebro HK
- 2022/2023 - Linus Söderström, Skellefteå AIK
- 2023/2024 - Lars Johansson, Frölunda HC
- 2024/2025 - Arvid Holm, Rögle BK

### Flest troféer
- 4 gånger: Viktor Fasth
- 3 gånger: Henrik Lundqvist
- 2 gånger: Johan Holmqvist